# Caspar Rugg
Caspar Rugg (auch Caspar Ruck; erstmals 1482 in St. Gallen erwähnt; † 1509 ebenda) war ein Schweizer Kaufmann und Bürgermeister von St. Gallen (Schweiz).

## Leben
Caspar Rugg wurde als Sohn des Ulrich Rugg, Leinwandkaufmann und Zunftmeister, geboren.
Er war, wie sein Vater, Leinwandkaufmann und somit Mitglied der Schneiderzunft und ab 1485 Elfer und Zunftmeister.
1482 besetzte er das öffentliche Amt des Gerichtsstatthalters und wurde 1491 Münsterbaumeister. Von 1492 bis 1499 war er, gemeinsam mit Hans Rainsperg und Niklaus Roth und von 1504 bis 1506 gemeinsam mit Hans Brändler und Heinrich Hochreutiner, im Dreijahresturnus Amtsbürgermeister, Altbürgermeister und Reichsvogt.
Caspar Rugg war mit Walpurga von Schwarzach verheiratet.

## Rolle im Konflikt um den Münsterfriedhof
1504 war Merz am Konflikt mit dem Fürstabt Franz von Gaisberg um das Bestattungsrecht und die Gebühren auf dem Münsterfriedhof beteiligt. Dieser drehte sich um den St. Galler Kaufmann Ulrich Leeman, welcher im Kloster St. Gallen verstorben war. Der Abt glaubte sich berechtigt, ihn von sich aus auf dem örtlichen Kirchhof bestatten zu lassen. Der Priester der Kirche St. Laurenzen wollte dem Abt dieses Recht jedoch nicht zugestehen und forderte den Leichnam zur Beerdigung an. Dem Totengräber, der inzwischen begonnen hatte, das Grab auszuheben, wurde durch den Bürgermeister Caspar Rugg, der in Begleitung des Stadtschreibers war, untersagt, mit dem Graben fortzufahren, so dass der Abt den Leichnam in der Stiftskirche begraben lassen musste.
In der Folge ließ der Magistrat die im Beinhaus verwahrten Gebeine durch den Pfleger des Münsters einziehen, um diese städtisch beschlagnahmen zu lassen. Dies führte dazu, dass frühere Streitigkeiten über die Pfarrrechte der Kirche St. Laurenzen wieder aufflammten, hinzu kam, dass der Abt das Geschehene als strafwürdigen Eingriff in die Rechte und Freiheiten seines Stiftes betrachtete. Hieraus entwickelte sich ein jahrelanger Streit, der teils vor den Eidgenossen und teils vor dem Papst ausgefochten wurde.
Für die Seite des Klosters war der Pfarrherr zu Altstätten, Christoph Winkler, und für die Seite der Stadt der Rechtsgelehrte Wolfgang Mangold aus Konstanz tätig, der 1507 an den päpstlichen Hof gesandt wurde. Weil keine Einigkeit hergestellt werden konnte, übertrug der Papst Julius II., der 1506 die Schweizergarde gründete, den Fall seinem Legaten Achille Grassi, Bischof von Città di Castello, der daraufhin in die Schweiz reiste.
Dieser lud die Parteien nach Bischofszell vor und konnte durch sein Geschick einen Vergleich erreichen. In diesem Vergleich wurde die Kirche St. Laurenzen ausdrücklich zur Pfarrkirche erklärt und dem örtlichen Pfarrer die Seelsorge über alle ausserhalb des Klosterbezirkes wohnenden Pfarrangehörigen eingeräumt, dem Bürgermeister und dem Rat wurde das Recht zugesprochen, den Pfarrer zu wählen, dem Abt wurde das Präsentationsrecht über diesen Geistlichen zugesprochen. Jedermann durfte, ohne die Einwilligung des Abtes einzuholen, aus seinem eigenen Vermögen geistliche Benefizien in der Kirche St. Laurenzen begründen, hierbei blieb dem Stifter das Patronatsrecht vorbehalten. Der Rat der Stadt durfte Altäre, Bilder und Orgeln in dieser Kirche aufstellen, weiterhin blieb die Kirche dem Stift inkorporiert, und das dortige Münster wurde als Hauptkirche angesehen, so dass gottesdienstliche Feierlichkeiten, festliche Umgänge und Prozessionen nur dort gehalten werden durften. Der Kirchhof mit dem Beinhaus und den übrigen Kapellen wurde als Bestandteil des Klosterbezirks erklärt, mit der Befugnis des Abtes, die im Stiftsumfang verstorbenen Personen, ohne Widerspruch des Pfarrers der Kirche St. Laurenzen, auf dem dortigen Kirchhof bestatten zu lassen, wobei dem Pfarrer das ausschliessliche Begräbnisrecht aller ausserhalb des Stiftsbezirks verstorbenen Leute zugesprochen wurde. Besonders nachteilig wirkte sich für die Stadt die Rücknahme des 1506 ausgehandelten Rechtes aus, eine Schule an der Kirche St. Laurenzen einzurichten und deren Lehrer selbst auszuwählen, dieses Recht fiel nun dem Abt wieder zu.